# Téo Andant
Téo Andant (* 21. Juli 1999 in Nizza) ist ein französisch-monegassischer Leichtathlet, der sich auf den Sprint spezialisiert hat. Mit der französischen 4-mal-400-Meter-Staffel wurde er 2023 in Budapest Vizeweltmeister.

## Sportliche Laufbahn
Erste internationale Erfahrungen sammelte Téo Andant im Jahr 2017, als er bei den U20-Europameisterschaften in Grosseto mit 47,41 s im Halbfinale im 400-Meter-Lauf ausschied und mit der französischen 4-mal-400-Meter-Staffel in 3:09,04 min die Silbermedaille gewann. Im Jahr darauf gelangte er bei den U20-Weltmeisterschaften in Tampere mit 3:06,65 min auf Rang vier mit der Staffel und 2019 gewann er bei den U23-Europameisterschaften in Gävle in 3:05,36 min die Bronzemedaille hinter den Teams aus Deutschland und dem Vereinigten Königreich. 2021 siegte er dann in 3:05,01 min mit der Staffel bei den U23-Europameisterschaften in Tallinn. Im Jahr darauf belegte er bei den Weltmeisterschaften in Eugene mit 3:01,35 min im Finale den siebten Platz mit der Staffel und gewann anschließend bei den Europameisterschaften in München in 2:59,64 min gemeinsam mit Gilles Biron, Loïc Prévot und Thomas Jordier die Bronzemedaille hinter den Teams aus dem Vereinigten Königreich und Belgien. 2023 gewann er bei den Halleneuropameisterschaften in Istanbul in 3:06,52 min die Silbermedaille mit der Staffel gemeinsam mit Gilles Biron, Victor Coroller und Muhammad Kounta hinter dem belgischen Team. Anfang Juni siegte er für Monaco in 45,81 s über 400 Meter bei den Spielen der kleinen Staaten von Europa (GSSE) in Marsa und siegte in 3:12,42 min auch in der 4-mal-400-Meter-Staffel. Anschließend wurde er für Frankreich bei der 1. Liga der Team-Europameisterschaft im Rahmen der Europaspiele in Chorzów in 3:13,36 min Zweiter im A-Lauf in der Mixed-Staffel. Im August belegte er bei den Weltmeisterschaften in Budapest in 3:12,99 min den vierten Platz in der Mixed-Staffel und sicherte sich mit der Männerstaffel mit neuem Landesrekord von 2:58,45 min gemeinsam mit Ludvy Vaillant, Gilles Biron und David Sombé die Silbermedaille hinter den Vereinigten Staaten. Bei den World Athletics Relays 2024 in Nassau wurde er in 3:02,44 min Dritter im C-Lauf in der 2. Qualifikationsrunde über 4-mal 400 Meter für die Olympischen Spiele in Paris und verpasste somit eine Direktqualifikation. Anschließend schied er bei den Europameisterschaften in Rom mit 45,72 s im Halbfinale über 400 Meter aus und belegte im Staffelbewerb in 3:01,43 min den vierten Platz. Im August verhalf er der französischen Mixed-Staffel bei den Olympischen Sommerspielen in Paris zum Finaleinzug und mit der Männerstaffel gelangte er mit 3:07,30 min im Finale auf Rang neun.
2025 schied er bei den Halleneuropameisterschaften in Apeldoorn mit 46,32 s in der ersten Runde über 400 Meter aus und belegte mit der 4-mal-400-Meter-Staffel in 3:05,83 min den fünften Platz.
2023 wurde Andant französischer Meister im 400-Meter-Lauf.

## Persönliche Bestleistungen
- 400 Meter: 45,18 s, 22. Juli 2023 in Madrid
  - 400 Meter (Halle): 46,21 s, 8. Februar 2025 in Metz